# (4104) Alu
(4104) Alu (1989 ED) – planetoida z pasa głównego asteroid okrążająca Słońce w ciągu 4,06 lat w średniej odległości 2,54 j.a. Odkryta 5 marca 1989 roku.